# Clifford Chance
Clifford Chance — глобальная юридическая фирма, главный офис которой расположен в Лондоне, Великобритания.
Входит в число ведущих юридических фирм Великобритании. Является одной из крупнейших юридических компаний в мире как по количеству сотрудников, так и по прибыли.

## История
Clifford Chance начала свою деятельность в Лондоне в 1802 году. Слияние в 1987 Лондонских компаний «Clifford Turner» и «Coward Chance» образовало компанию «Clifford Chance» в нынешнем виде.

## В России
Фирма Clifford Chance открыла свой офис в России в 1991 году. Российский офис расположен в Москве.
По состоянию на 1 января 2013 года, в Московском офисе работает около 160 человек (из них более 80 юристов).

## Офисы Clifford Chance в мире
| - Абу-Даби — столица ОАЭ - Амстердам — столица и самый крупный город Нидерландов - Бангкок — столица и самый крупный город Таиланда - Барселона — второй по населению город в Испании - Пекин — столица Китая - Брюссель — столица Бельгии - Бухарест — столица Румынии - Дубай — самый крупный город в ОАЭ - Дюссельдорф — город на западе Германии - Франкфурт — пятый по населению в Германии - Гонконг — специальный административный район Китая - Киев — столица и самый крупный город Украины - Лондон — столица Англии - Люксембург — государство в Западной Европе | - Мадрид — столица и самый крупный город Испании - Милан — главный город северной части Италии - Москва — столица Российской Федерации - Мюнхен — город на юге Германии - Нью-Йорк — крупнейший город в США - Париж — столица Франции - Прага — столица Чехии - Рим — столица Италии - Сан-Паулу — город на юго-востоке Бразилии - Шанхай — крупнейший город Китая - Сингапур — город-государство - Токио — столица Японии - Варшава — крупнейший по населению и по территории город в Польше - Вашингтон — город, столица США |